# Theilériose bovine
La theilériose bovine, ou fièvre de la côte orientale, est une maladie des bovins domestiques, des moutons et des chèvres causée par le protozoaire parasite Theileria parva. Le terme exclut les maladies causées par les autres espèces du genre Theileria, comme la theilériose tropicale (ou theilériose méditerranéenne), causée par T. annulata, et la theilériose humaine, causée par T. microti.

## Introduction

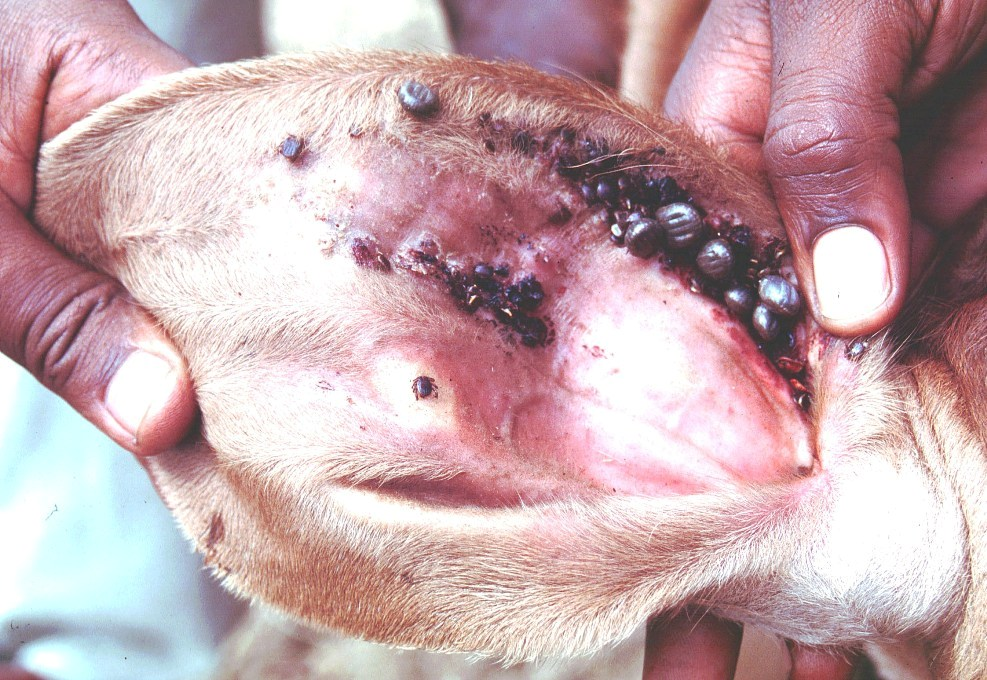
Tiques Rhipicephalus appendiculatus dans l'oreille d'un veau.

La fièvre de la côte orientale est probablement la maladie du bétail la plus importante en Afrique ; en 1982, elle a provoqué la perte de 1,1 million de bovins, pour 168 millions de dollars. Elle est présente au Soudan, en Afrique du Sud, en République démocratique du Congo, au Swaziland, au Zimbabwe, en Zambie, Tanzanie, Kenya et Ouganda[réf. souhaitée]. Le principal vecteur de Theileria parva est la tique Rhipicephalus appendiculatus.
T. parva a été décrite pour la première fois en 1902 au Zimbabwe, mais elle avait alors été prise pour un agent de la piroplasmose (une maladie causée par Babesia bigemina). 
Les espèces du genre Theileria sont les seules eucaryotes connus capable de transformer les lymphocytes. Son hôte intermédiaire est le bovin domestique. Son hôte terminal est la tique. Certaines espèces locales de bovins sont résistantes au parasite, mais avec quelques symptômes, cependant moins graves que ceux du bétail importé,.

## Signes cliniques et diagnostic
La mortalité peut atteindre 100 %, la mort intervenant entre 18 et 30 jours après la fixation des tiques infectées, car la période d'incubation est d'environ 10 à 25 jours et le parasite se répand rapidement et est plutôt agressif.
Les signes cliniques utilisés pour le diagnostic comprennent notamment la fièvre et le gonflement des ganglions lymphatiques près du lieu de fixation des tiques. Des frottis peuvent être effectués pour détecter le parasite. Des schizontes peuvent être découverts dans les lymphocytes infectés.
La maladie provoque aussi de l'anorexie, de la dyspnée, l'opacité de la cornée, des excrétions nasales, éventuellement mousseuse, des diarrhée, des œdèmes pulmonaires, une leucopénie et une anémie. S'il est soigné, le bétail atteint peut parfois guérir de façons plus ou moins complète, ou la mort survient par obstruction des capillaires sanguins et infection du système nerveux central par les parasites. Les bovins locaux qui survivent tendent à rester porteurs du parasite.
Une forme de la fièvre de la côte orientale appelée maladie du corridor est observée quand le parasite est transmis du Buffle d'Afrique aux bovins domestiques. Une autre forme, la maladie de janvier, survient seulement durant les mois d'hiver au Zimbabwe, en raison du cycle de vie des tiques.
Pour le diagnostic post mortem, les principaux éléments caractéristiques sont les atteintes aux systèmes lymphatique et respiratoire.

## Traitement et contrôle
Une étude utilisant la plante médicinale Peganum harmala a montré qu'elle augmentait le taux de survie des bovins infectés par la maladies.

Structure de la buparvaquone.

Le traitement classique par les tétracyclines (1970–1990) n'était pas efficace à plus de 50 %. Depuis le début des années 1990, on utilise la buparvaquone, avec des résultats remarquables (90 à 98 % de guérison).
Outre la buparvaquones, il est possible d'utiliser la parvaquone (marque commerciale Clexon). L'halofuginone lactate a aussi montré une efficacité de 80,5 % contre les infections par Theirelia parva parva.
En mai 2010, un vaccin contre la fière de la côte orientale aurait été approuvé et enregistré par les gouvernements du Kenya, du Malawi et la de la Tanzanie. Il est formé de sporozoïtes cryoconservés extraits de tiques écrasées, mais il est cher et peut causer la maladie.
Le contrôle de la theilériose bovine repose aussi sur le contrôle des tiques et le développement de tiques résistantes à la maladie. Le contrôle des tiques est un enjeu important pour les pays tropicaux possédant de grands troupeaux, particulièrement pour ceux où la theilériose est endémique. Les pesticides chimiques (acaricides) sont appliqués en y faisant baigner les animaux, ou par pulvérisation, et on favorise également l'emploi de lignées bovines capables d'acquérir une bonne résistance aux tiques.